# Рейнсатервауде
Рейнсатерва́уде (нід. Rijnsaterwoude) — село в муніципалітеті Каг-ен-Брассем, у нідерландській провінції Південна Голландія.

## Розташування і транспорт
Село Рейнсатервауде розташоване у східній частині муніципалітету, на східному березі озера Брассемермер. Навколо села лежить Рейнсатерваудський польдер (Rijnsaterwoudsche Polder), на півдні — Фірамбахтспольдер (Vierambachtspolder).
На сході повз село пролягає автошлях N207, що сполучає Рейнсатервауде з Алфен-ан-ден-Рейном, Леймейденом і Ньїв-Веннепом. По цьому шляху пролягає єдиний автобусний маршрут, яким можна дістатися до села — швидкісний автобус № 370, що прямує в один бік на Алфен-ан-ден-Рейн і Ваубрюгге, в інший — на Леймейден, Хофдорп, Де-Хук та аеропорт Схіпгол.
Площа Рейнсатервауде становить 8,78 км², з яких власне село — лише 5,59 км², а залишок загальної площі має розріджену забудову — ферми, окремі садиби тощо. Із загальної площі площа суходолу становить 5,44 км², водна поверхня — 3,34 км².

## Історія
Село Рейнсатервауде виникло близько 1000 року, на торговельному шляху з Амстердама на Роттердам, Гауду і Алфен-ан-ден-Рейн, і є одним з найстаріших населених пунктів Каг-ен-Брассема. В історичних документах село вперше згадується 1063 року під назвою Rinsaterwalt. В ті часи тут діяла невелика каплиця, підпорядкована церкві в Угстгесті. Мешканці села видобували торф, особливо у XVI–XVII століттях, що призвело до заболочення земель. Після довготривалих робіт з осушення території у 1834 році утворився Рейнсатерваудський польдер. З XIX століття основною галуззю економіки села є тваринництво, 92% навколишніх земель розраховані на випас худоби. З 1940-х років також почав розвиватися туризм і водні види спорту.
Між 1850 і 1945 роками Рейнсатервауде майже не зростало. Так, у 1822 році тут мешкало 519 осіб, у 1880 році — 587 осіб, у 1900 році — 603 особи. У у 1960-х роках почали зводити нові житлові будинки, що спричинило приплив населення — від 809 осіб у 1955 році до 1296 осіб у 1990 році..
До 1 січня 1991 року це був окремий муніципалітет Рейнсатервауде, який 1991 року об'єднався із сусідніми громадами у муніципалітет Якобсвауде. Цікаво, що станом на 1990 рік муніципалітет Рейнсатервауде був найменшою за кількістю населення громадою Південної Голландії. З 1 січня 2009 року, після об'єднання громад Якобсвауде і Алкемаде, село Рейнсатервауде підпорядковується муніципалітету Каг-ен-Брассем.

## Демографія
Станом на 2012 рік в Рейнсатервауде мешкало 1 245 осіб, з яких 620 чоловіків і 615 жінок. У самому селі мешкало 1 225 осіб (610 чоловіків і 615 жінок), а ще 20 осіб (10 чоловіків і 15 жінок) проживали за межами села, на окремих фермах.
За віком населення розподіляється наступним чином:
- особи у віці до 15 років — 18%,
- особи у віці від 15 до 25 років — 9%,
- особи у віці від 25 до 45 років — 23%,
- особи у віці від 45 до 65 років — 32%,
- особи у віці старше 65 років — 18%.

З усіх мешканців Рейнсатервауде близько 11% мають іноземне походження, більшість з них — близько 8% — європейці. 3% мешканців мають не-європейське походження, найбільша етнічна група серед них — суринамці (1%)..

## Пам'ятки
На території Рейнсатервауде є 5 національних пам'яток:
- вітряк Geestmolen (1797 р.),
- вітряк Dekkermolen (1911 р.)
- дві ферми XVIII століття,
- церква, зведена близько 1500 року.

Також є 3 пам'ятки місцевого значення: ферма 1923 року, стайні та міст, зведений у 1872 році.

### Підйомний міст у Рейнсатервауде
Цей міст з'явився у Рейнсатервауде у 1960-х роках. Він був зведений у 1872 році і спершу розташовувався у селі Хогмаде, над річкою Кромме-Дус. У 1925 році на його місці встановили новий, більший за розміром міст, а старий перевезли на шлях Хогмаде — Рейпветерінг, де він слугував переправою через річку Норд-Аа. Після прокладення на місці цього шляху швидкісної автостради А44, підйомний міст вже не задовольняв вимогам і був перенесений до Рейнсатервауде і реставрований.
Міст являє собою класичний приклад підйомного мосту, він складається з двох рівних частин, які розводяться одночасно. Міст є пам'яткою місцевого значення.

### Вітряк Geestmolen
Вітряк Geestmolen належить до типу вітряків Grondzeiler, тобто таких, якими можна управляти з землі. Вітряки такого типу переважно осушують польдери.
Вітряк розташований на північ від села Рейнсатервауде, неподалік від озера Брассемермер. Він був зведений у 1797 році для осушення Гроте-Хейліге-Гестпольдера (Grote Heilige Geestpolder) і також відомий під назвою Molen van Kraan, на честь одного із власників на ім'я Дірк Кран (Dirk Kraan). У 1833 році на вітряку замінили дах, у 1933 році — лопаті. У 1960-х роках на вітряку встановили електричний двигун. Вітряк двічі реставрували — у 1965 році та в 1990-х. У другій половині XX століття вітряк перетворили на житло, відомо, що тут деякий час мешкав нідерландський комік Андре ван Дейн
Вітряк має восьмигранну форму, розмах лопатей становить 29,25 м. 